# Aphrastura subantarctica
Aphrastura subantarctica là một loài chim trong họ Furnariidae.